# (6414) Mizunuma
(6414) Mizunuma est un astéroïde de la ceinture principale.

## Description
(6414) Mizunuma est un astéroïde de la ceinture principale. Il fut découvert le 24 octobre 1993 à Oizumi par Takao Kobayashi. Il présente une orbite caractérisée par un demi-grand axe de 2,14 UA, une excentricité de 0,07 et une inclinaison de 1,8° par rapport à l'écliptique.

## Compléments